# Sin rodeos (película)
Sin rodeos es una película española del año 2018 dirigida por Santiago Segura y protagonizada por Maribel Verdú. Se trata de una nueva versión de la comedia Sin filtro (2016) escrita y dirigida por el chileno Nicolás López.

## Argumento

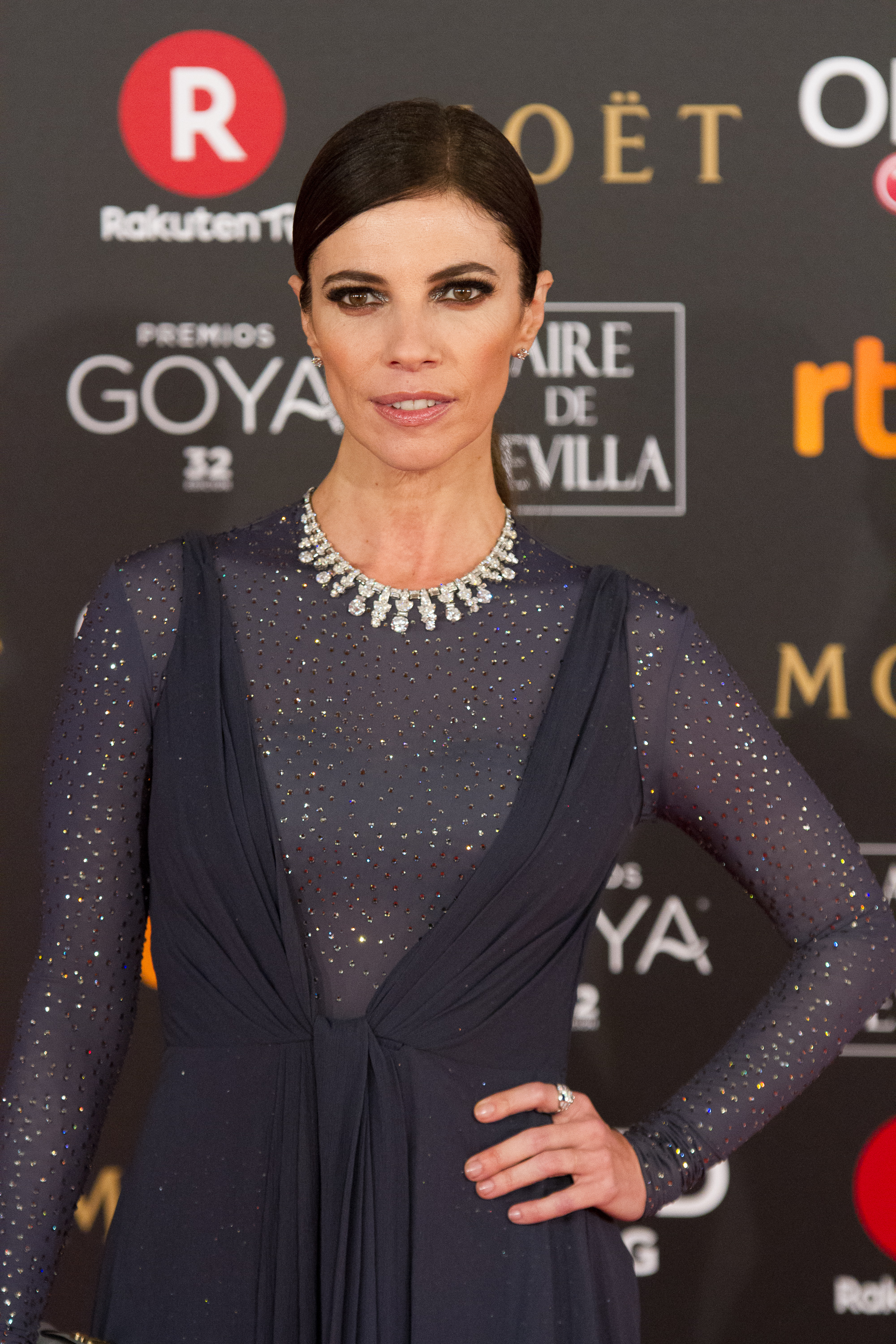
La actriz Maribel Verdú

Paz tiene una vida aparentemente perfecta. Tiene trabajo, pareja, amigas… pero algo falla. Se siente angustiada y agobiada, hay algo que no funciona. En su desesperación acudirá a la consulta de un “sanador” indio Amil Narayan, que le ofrece la solución a sus problemas: una poción preparada con plantas milenarias para liberar su tensión. La poción parece más potente de lo esperado. Paz se encuentra con un resultado sorprendente, convirtiéndose, tras ingerir accidentalmente todo el frasco, en una mujer "sin filtro".

## Reparto
- Maribel Verdú - Paz González
- Candela Peña - Conductora
- Diego Martín - Gabriel
- Rafael Spregelburd - Roberto "Dante"
- Cristina Pedroche - Alicia García
- Santiago Segura - Manolo Ramos "Amil Narayan"
- Cristina Castaño - Vanessa
- Bárbara Santa-Cruz - Alejandra
- David Guapo - Borja
- Toni Acosta - Beatriz González "Bea"
- Enrique San Francisco - Kiko
- Florentino Fernández - Técnico internet
- El Gran Wyoming - Psiquiatra
- Alaska - Ella misma
- Fernando Gil - Empresario italiano
- Daniela Blume - Empresaria italiana
- Daniel Medina - Tolouse
- Esperanza Gracia - Ella misma
- José Mota - Él mismo
- Paco Collado - Eusebio
- Xabier Borde - Mario

## Taquilla

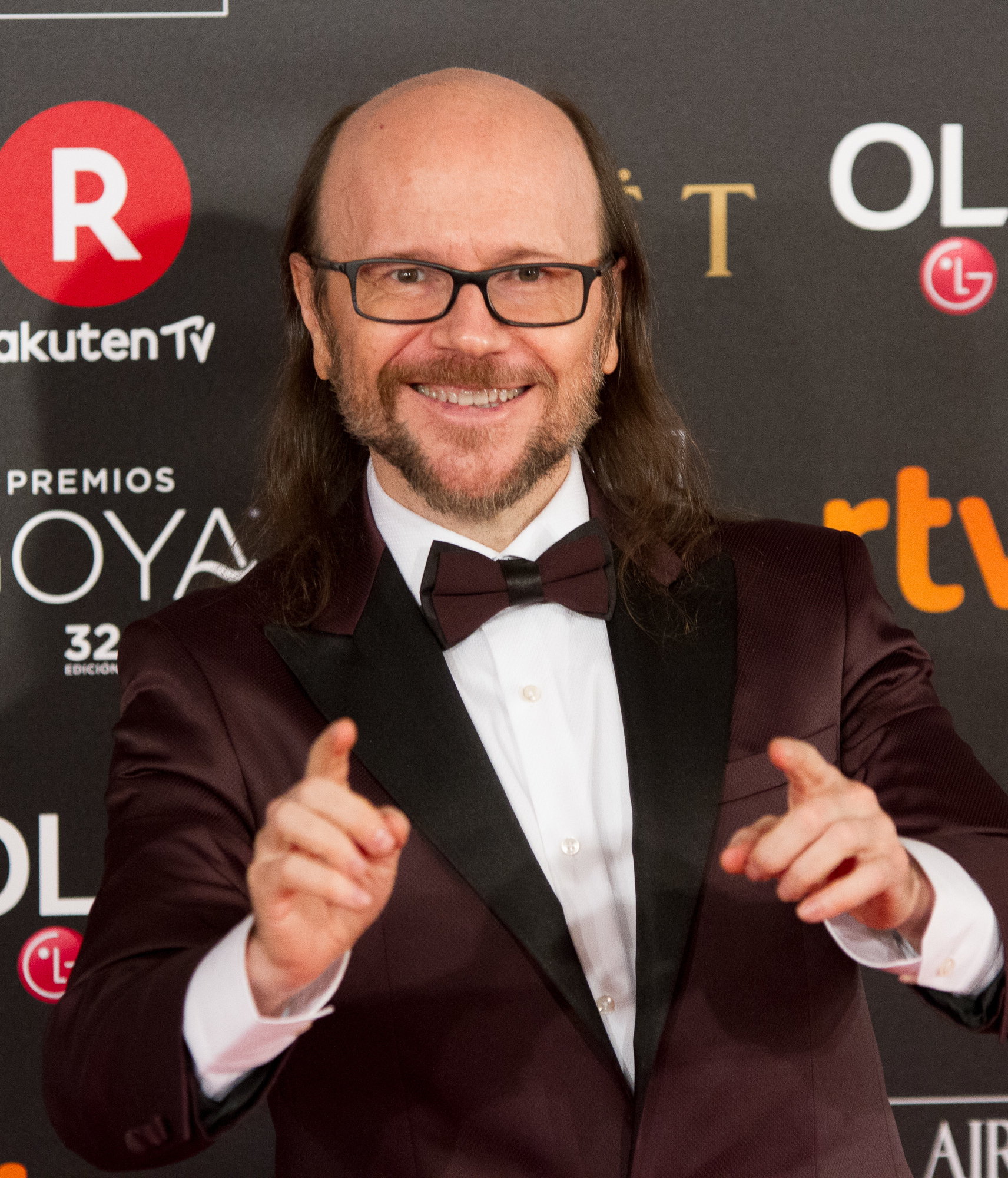
El director Santiago Segura

Estrenada el viernes 2 de marzo de 2018 se convirtió en el mejor estreno de una película en español en el año. Logró la mejor media por pantalla siendo el número uno en recaudación en más de 100 cines de toda España en su primer fin de semana en exhibición. Según los datos facilitados por ICAA la película acreditó la venta en taquilla de más de 720.000 entradas y una recaudación de más de 4.500.000 euros.

## Recepción
La película obtiene valoraciones mixtas entre críticos y portales de información cinematográfica. En IMDb obtiene una puntuación de 5,7 sobre 10 con 1.740 valoraciones. En FilmAffinity obtiene una valoración de 5,1 sobre 10 con 7.215 votos. En Rotten Tomatoes obtiene una calificación de "fresco" para el 71% de los 7 críticas profesionales y para el 50% de las 14 valoraciones realizadas por los usuarios del canal.
El crítico Carlos Boyero en su reseña para el diario El País calificaba de manera positiva la película.

"Siento enorme respeto por la agilidad mental, la gracia y el talento de Santiago Segura.(...) No me defrauda. Sigo con interés la tortura cotidiana —en un mundo donde todo cristo pretende ser oído pero nadie escucha al prójimo— de esa mujer tan afortunadamente normal que los demás tratan como si fuera anormal, su resignada desolación constatando que no existe o únicamente la quieren para explotarla en su entorno familiar, profesional y sentimental. Y sobre todo, agradezco que personajes, situaciones y gags me despierten la sonrisa y la risa, gestos que escasean en el cine y en la vida."
Carlos Boyero (diario El País, 2 de marzo de 2018) 

Antonio Weinrichter en el diario ABC otorgaba a la película una valoración de 3 sobre 5.

"Nadie pone en duda el sentido del humor de Santiago Segura, tan evidente en sus incesantes apariciones televisivas como delante y detrás de las cámaras de cine. Lo que podía esperarse menos es el dominio con el que se maneja en un terreno tan distinto como el de una comedia digamos fina, de línea clara, como es esta; y donde además el protagonismo es claramente femenino.(...) La única posible pega es que la película está a punto de sucumbir por sobredosis o torrentazo de cameos"
Antonio Weinrichter (diario ABC, 1 de marzo de 2020) 

En cambio el crítico Alberto Luchini en su crítica para el diario El Mundo le otorgó una puntuación de 1 sobre 5.

"A una comedia se le pueden perdonar muchas cosas, siempre y cuando cumpla con su cometido primordial, que no es otro que el de entretener y divertir. Pero cuando ni entretiene ni divierte.(...) es un quiero y no puedo de principio a fin, una sucesión de escenas supuestamente humorísticas que, bien por extremamente previsibles, bien por una puesta en escena desacertada, bien por unas interpretaciones más que discutibles (hay actores de solvencia más que contrastada que están muy por debajo de su nivel habitual y hay no-actores que provocan hasta sonrojo), bien por unos diálogos que no acaban de funcionar, no alcanzan su objetivo prácticamente en ningún momento."
Alberto Luchini (diario El Mundo, 1 de marzo de 2018) 